# La Maison tranquille
La Maison tranquille er en fransk stumfilm fra 1900 af Georges Méliès.